# Rinascita dell'anno Mille

L'Italia nell'anno 1000

L'espressione rinascita dell'anno Mille designa una fase storica del Basso Medioevo caratterizzata da una rinnovata religiosità, ma soprattutto da uno sviluppo economico che comportò cambiamenti evidenti nella vita sociale.
Alcuni storici hanno chiamato questa fase di sviluppo culturale, collocata intorno all'XI secolo, "Rinascimento medievale".
Questa denominazione è stata contestata da altri, come lo storico Girolamo Arnaldi, che riconosce come "Rinascimenti medioevali" solo « [...] quelli del diritto e della filosofia, nel secolo XII, perché il diritto che si riprese a studiare era quello romano, codificato dall'imperatore Giustiniano, e la filosofia tornata in auge era quella greca, in particolare Aristotele» e quindi si può parlare di Rinascimento in quanto quello del XV secolo sarà caratterizzato proprio dalla rinascita dell'interesse per la classicità greca e romana. Resta il fatto che 
Konrad Burdach, massimo sostenitore della continuità tra Medioevo e Rinascimento, ritiene che non vi sia stata alcuna rottura fra i due periodi, i quali costituiscono dunque un'unica grande epoca. Burdach afferma che non vi fu nessuna svolta, e se proprio si vuole parlare di rinascita bisogna addirittura risalire all'anno Mille; egli annota infatti che i temi della Riforma luterana erano già contenuti nelle eresie medioevali, e che Medioevo e Rinascimento hanno una stessa fonte in comune: il mondo classico.
Secondo una leggenda nata nel Rinascimento, diffusa soprattutto nel XIX secolo e a lungo creduta realtà storica, verso la fine del X secolo le già travagliate vite dei popoli dell'Occidente sarebbero state investite da un'ondata di superstizioso terrore causato da racconti popolari basati in parte su testi evangelici. Questa credenza sarebbe stata basata sul detto «Mille e non più mille», attribuito a Gesù Cristo (ma di fatto non presente nei Vangeli canonici), interpretato nel senso che allo scadere del primo millennio dalla nascita di Cristo stesso ci sarebbe stata la fine del mondo con il giudizio universale. Anche nell'Apocalisse di Giovanni è presente un versetto in cui compare il riferimento a "mille anni", ma nel Medioevo questo passo era all'origine di credenze millenaristiche completamente diverse (si attendeva l'imminente inizio del millennio di pace, non la sua conclusione): 
Gli storici sono oggi concordi sul fatto che queste ondate di paura collettiva non siano mai esistite. A differenza di questo "mito storico", le nuove energie che proruppero intorno all'anno Mille in tutta l'Europa occidentale, dalle rive del Mare del Nord alla pianura del Po e alle valli degli Appennini, non furono affatto generate dallo stupore per la mancata distruzione del mondo, ma da tutta una serie di concomitanze storiche. La società europea stava rinascendo a nuova vita, liberando quelle forze che erano andate lentamente maturando nel corso dei secoli successivi alla caduta dell'Impero d'Occidente.

## La rinascita ottoniana

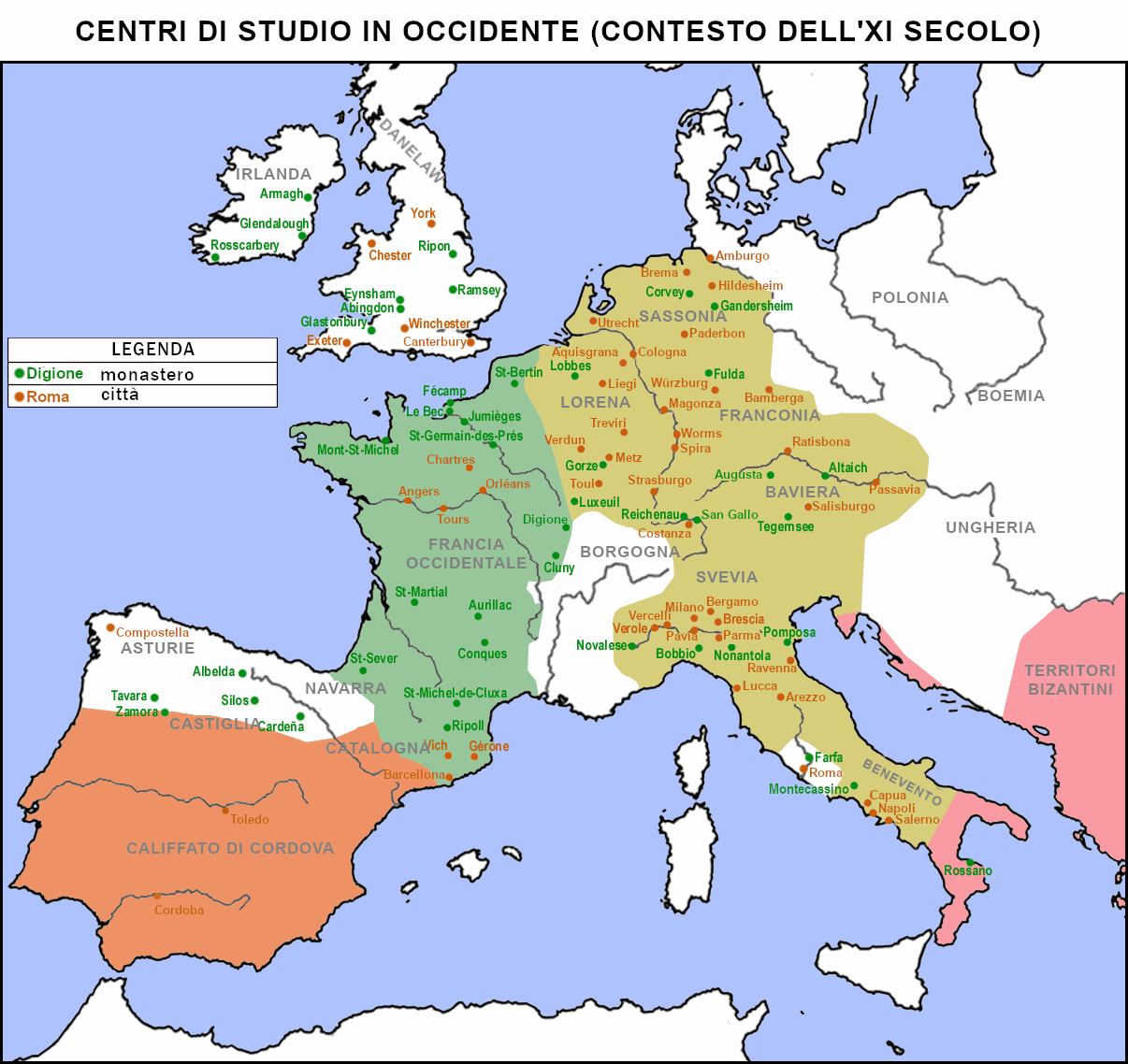
Centri di studio nella metà dell'XI secolo: in verde le scuole monastiche, in arancione le scuole episcopali.

Una parte della storiografia medievale non contesta il fenomeno della rinascita dell'anno Mille, ma ne mette in dubbio la repentinità e ne vede piuttosto «una più lunga evoluzione che, iniziata nel X secolo, si espande con sicurezza nella seconda metà dell'XI secolo.» In questo caso Gianfranco Maglio fa riferimento alla cosiddetta "Rinascita ottoniana", chiamata anche "Rinascenza" o "Rinascimento ottoniano", legata al nome di Ottone I di Sassonia, un periodo medievale di rinnovamento culturale dell'Occidente cristiano, che si considera essersi sviluppato attorno al X secolo. È un'età caratterizzata da un'innegabile vitalità culturale, in particolare grazie all'attività delle scuole, in Germania ed in maniera meno diffusa sull'intero continente europeo.
Dominata da due figure intellettuali maggiori (Abbone di Fleury e Gerberto di Aurillac) produce una notevole attività artistica (manoscritti miniati) ed architettonica. Più limitata rispetto alla Rinascita carolingia che la precede, e da essa indissociabile, la Rinascita ottoniana conclude ugualmente il lungo sviluppo dell'insegnamento nel Medioevo dal VI all'XI secolo, prima della fioritura culturale del XII secolo.

## La spinta migratoria

### Il Drang nach Osten
Intorno all'XI secolo viene anche collocato l'inizio di quella espansione che spinse i popoli germanici, con i loro pesanti aratri, alla ricerca di nuove terre da dissodare ad Oriente (Drang nach Osten).
«L'espansione germanica verso est assume le forme più diverse: ora pacifica messa in valore di terre incolte, ora insediamento di mercanti o coloni grazie a privilegi pacificamente ottenuti, ora azione violenta di conquista, spesso mascherata dietro pretesti religiosi. Gli ordini monastici vi giocano una parte di primo piano.»
«La colonizzazione di questa pianura settentrionale fu forse la principale impresa dei popoli germanici durante il Medioevo […] Nulla è più importante nella storia germanica di questa immensa e secolare migrazione, di questa mobile frontiera di gagliarde famiglie campagnole che avanzano costanti verso oriente, abbattendo foreste, bonificando terreni, prosciugando paludi.»
I popoli slavi si ritirarono di fronte a questa massiccia ondata migratoria, abbandonando le terre vicine al fiume Elba e spingendosi sino al fiume Oder. Nel loro territorio s'insediarono stabilmente nel XIII secolo gli ordini monastici cavallereschi dei Cavalieri Teutonici e dei Portaspada.

### L'inizio delle crociate e l'insediamento dei cristiani latini nel Vicino Oriente
Saranno queste nuove forze espansive che faranno arrivare un popolo del Nord, forte e guerriero, di abili marinai che dalla penisola scandinava e dallo Jutland si sposteranno verso Oriente ed Occidente per poi s'insediarsi nella terra che si chiamerà da loro Normandia e nelle fertili terre pugliesi e siciliane, che faranno sognare ai Crociati (definiti Franchi dai musulmani del Vicino Oriente) le terre e le ricchezze, che il papa promette insieme alla salvezza delle anime.
Le crociate, furono una sorta di pellegrinaggio armato diretto ad aiutare i "fratelli d'Oriente" in cambio del ritorno della Chiesa d'Oriente nel seno della Santa Romana Chiesa, ma anche una valvola di sfogo alla cristianità della giovane Europa gonfia di violente energie che rivolgeva contro se stessa. «A una sola condizione si poteva imporre la pace cristiana a un'Europa siffatta, che cioè le si offrisse in cambio un'altra guerra, meglio la sua unica guerra.» nella quale avrebbero trovato sfogo le energie compresse dei Franchi che « [...] abituati a combattere iniquamente in guerra privata contro i fedeli, [ora] si battano contro gli infedeli... Coloro i quali sono stati finora dei briganti diventino soldati.»
A impiantarsi commercialmente al centro del Mar Mediterraneo sarà l'Occidente cristiano, con la potenza navale ed economica sveva (erede della strategia mediterranea normanna) e poi delle repubbliche marinare italiche, che svolgeranno una proficua azione mediatrice col mondo islamico proprio nel momento in cui l'Imamato fatimide, che dominava l'Egitto, si adopererà col massimo delle sue forze economiche e militari in Siria al fine di annetterla e strappare poi all'"usurpatore" califfato degli Abbasidi la guida politica e spirituale della Umma (finendo però con il bloccarsi proprio in Siria). Ciò facilitò non poco i Turchi Selgiuchidi nella loro azione di "tutela" del sunnismo e del califfato abbaside, ponendo sotto il proprio controllo Baghdad nel 1071 e le regioni che gravitavano sul Golfo Persico e su parte dell'Oceano Indiano.
Nasce per gli storici il problema di distinguere tra causa ed effetto tra gli elementi che compongono la rinascita dell'Occidente, ma ciò che conta è indicarne le principali manifestazioni.
«Quasi non c'è aspetto della vita degli uomini dei secoli XI-XIII al quale non sia stato attribuito un carattere rivoluzionario. Medievisti più o meno illustri hanno così parlato di rivoluzione agraria, rivoluzione feudale, rivoluzione commerciale, rivoluzione industriale, rivoluzione urbana, rivoluzione intellettuale" tanto che da un Medioevo immobile si è passati a uno addirittura rivoluzionario e in effetti "nessuno può negare che siano avvenuti cambiamenti profondi e persino radicati nelle strutture economiche, insediative, sociali, politiche e mentali della società europea di quei secoli.»

## La trasformazione della società in Europa

### La ripresa demografica

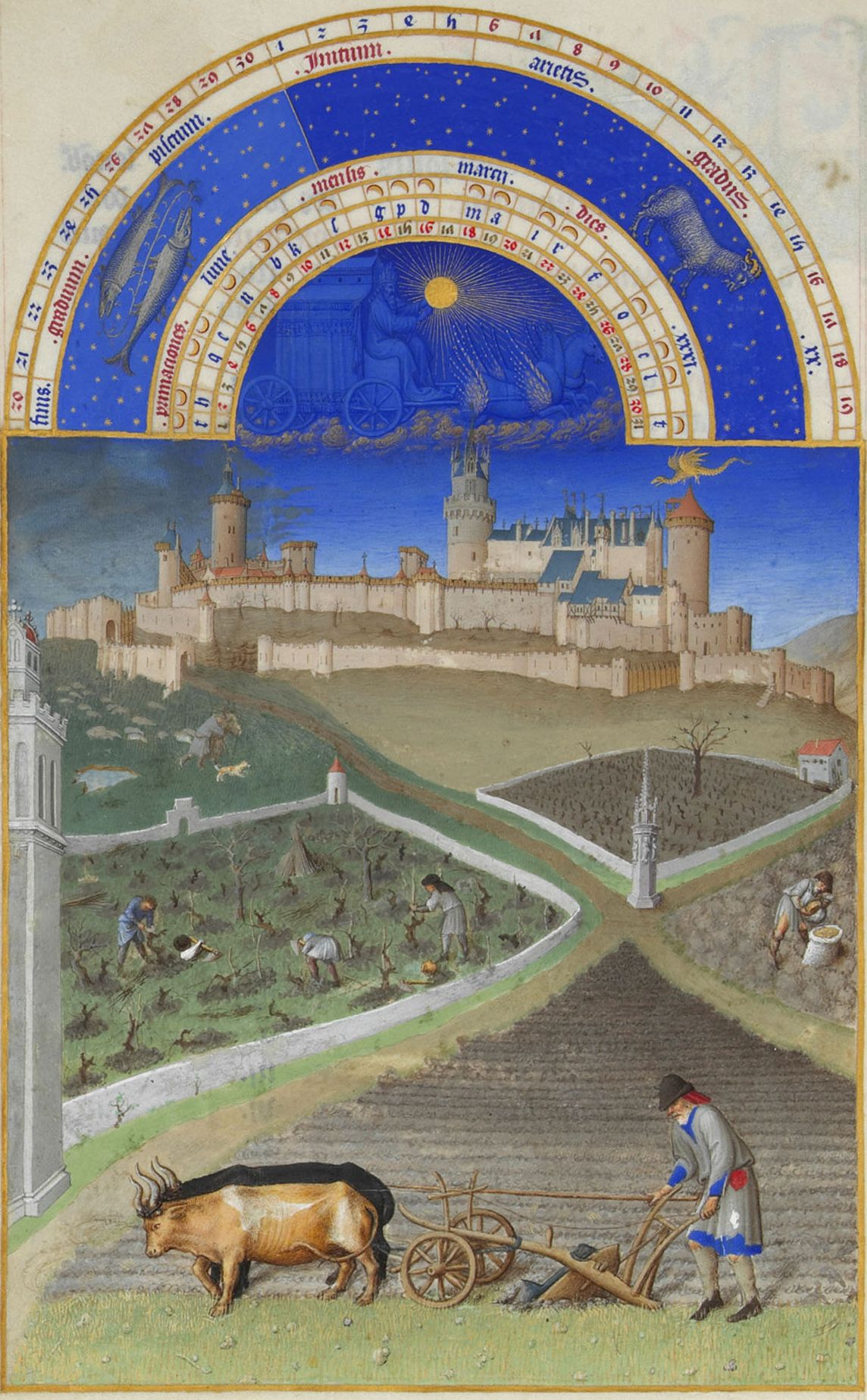
Miniatura da Les Très Riches Heures du duc de Berry

L'aspetto più sensazionale di questa espansione dell'Occidente è, a detta degli storici, l'aumento della popolazione che però non si può calcolare in modo certo per l'assenza di documenti anagrafici ma che risulta evidente da una serie di prove indirette come ad esempio l'aumento dell'estensione delle terre messe a coltura. Tra XI e XII secolo ci sono documenti che testimoniano il dissodamento estensivo di terre vergini: lo provano le carte contrattuali con cui i feudatari concedono vantaggiose opportunità per coloro che si insedino e coltivino le terre incolte. Nei catasti si trovano piante a scacchiera o a spina di pesce dei terreni coltivati. Ulteriore prova è l'aumento delle decime che la Chiesa riscuote dai contadini: il prevosto della cattedrale di Mantova alla fine del XII secolo annota che in meno di un secolo le terre di proprietà della Chiesa sono state «truncatae et aratae et de nemoribus et paludibus tractae et ad usum panis reductae.» (dissodate ed arate risanate dai boschi e dalle paludi e riutilizzate per trarne pane.)
Inoltre, negli ultimi anni, gli storici hanno riportato alla luce l’importanza di un altro fattore che ha consentito questo incremento di popolazione: il fattore climatico. Tra il XI e XIII secolo vi fu una diminuzione della piovosità sul Vecchio Continente, portando ad un innalzamento delle temperature. Questo cambiamento favorì un incremento della produzione agricola e una diminuzione del tasso di mortalità in quanto la popolazione, meglio nutrita, resistette meglio alle malattie di quel tempo.
Quando si parla di estensione delle superfici coltivabili si pensa in genere alle terre strappate alla foresta ma si dimentica che questa era una fonte di sopravvivenza per i villaggi contadini che in essa trovavano gli animali da cacciare, la legna per scaldarsi, le ghiande per i loro animali, spesso un ruscello dove pescare e integrare la loro povera dieta: la foresta spesso è tanto preziosa quanto la terra coltivabile. Dalle foto aeree e dall'esame dei pollini risulta indubbio che la foresta sia arretrata in quest'epoca, ma è piuttosto il suo margine che viene intaccato: il sottobosco che offre meno resistenza al diboscamento spesso praticato con il fuoco o con mezzi primitivi.
Vengono ora messe a coltura anche le terre meno fertili, le terre fredde. Si realizzano veri e propri dissodamenti collettivi di grandi dimensioni, il più vistoso dei quali è quello che si verificò nei Paesi Bassi dai "contadini delle paludi", gli agricoltori fiamminghi che faranno sorgere dal mare i "villaggi di diga". Il conte di Fiandra Roberto II donerà all'incirca nell'anno 1090 all'abbazia di Bourbourg lo scorre (terra strappata al mare) e tutto quello che i monaci riusciranno a togliere al mare (quicquid ibi accreverit per iactum maris)
È questa l'epoca in cui con sforzi giganteschi viene bonificata dalle paludi e dagli acquitrini la pianura padana e in cui i versanti degli Appennini vengono dai signori feudali divisi in lotti e assegnati a quei contadini che s'impegnino a liberarli dalla vegetazione e a coltivarli.
Secondo recenti calcoli questo fu l'andamento della crescita di una popolazione contraddistinta dalla brevità di vita e dall'elevata mortalità infantile ma anche dalle numerose nascite e formazioni di gruppi familiari caratterizzate dalla giovane età: verso il 1050 la popolazione europea è stata stimata in 46 milioni, nel 1100 era di 48 milioni, 50 verso il 1150 e 61 verso il 1200.
Questo imponente aumento della popolazione dell'Occidente cristiano fece crescere di conseguenza i corpi da nutrire, vestire, alloggiare e le anime da salvare.

### La rivoluzione agricola

Aratro semplice portato
1. Bure
2. Dispositivo di attacco
3. Dispositivo di regolazione
4. Coltro o coltello
5. Scalpello
6. Vomere
7. Versoio

Lo sviluppo agricolo già iniziato nell'età carolingia è causa ed effetto della rivoluzione demografica. L'aumento della produzione di prodotti agricoli è dimostrato non solo dalla quantità delle terre messe a coltura ma anche dalla qualità delle pratiche agricole che si avvantaggiano di progressi tecnici. La prima di queste innovazioni tecnologiche fu l'uso dell'aratro pesante a ruote e a versoio, che permetteva di incidere la terra più a fondo rispetto al più primitivo aratro di legno a chiodo, che scalfiva appena il terreno.
Si è detto che questa dell'XI secolo fu la vera "età del ferro", sempre più utilizzato a partire dal Mille, anche se ancora parzialmente negli strumenti, soprattutto agricoli, che conservano manici in legno. Tuttavia gli attrezzi in ferro erano molto costosi, e ancora alla fine del Trecento un contadino abitante della montagna bolognese doveva lavorare quattro giorni per potersene permettere uno. Richiama l'uso del ferro la diffusione nei paesi anglosassoni del cognome Smith o Schmidt (fabbro). È questa innovazione che segna un'inversione di tendenza rispetto alla più evoluta civiltà orientale e pone le premesse delle moderne innovazioni tecnologiche.
Questo nuovo tipo di aratro, essendo infatti in ferro e più pesante, permetteva l'aratura anche di terreni freddi e duri: essendo poi il solco più profondo, si dava maggiore protezione e nutrimento ai semi che attecchivano meglio e producevano di più.
Insieme con l'aratro si adottò un nuovo modo di attaccare gli animali, migliorandone l'efficacia della trazione. Sino ad allora si era utilizzato il cosiddetto pettorale, una cinghia in cuoio che attraversava trasversalmente il petto degli animali attaccati, che ne venivano quasi soffocati. In seguito si passò al collare di spalla (giogo), chiamato anche collare rigido o collare imbottito per il cavallo, e giogo frontale per il bue.

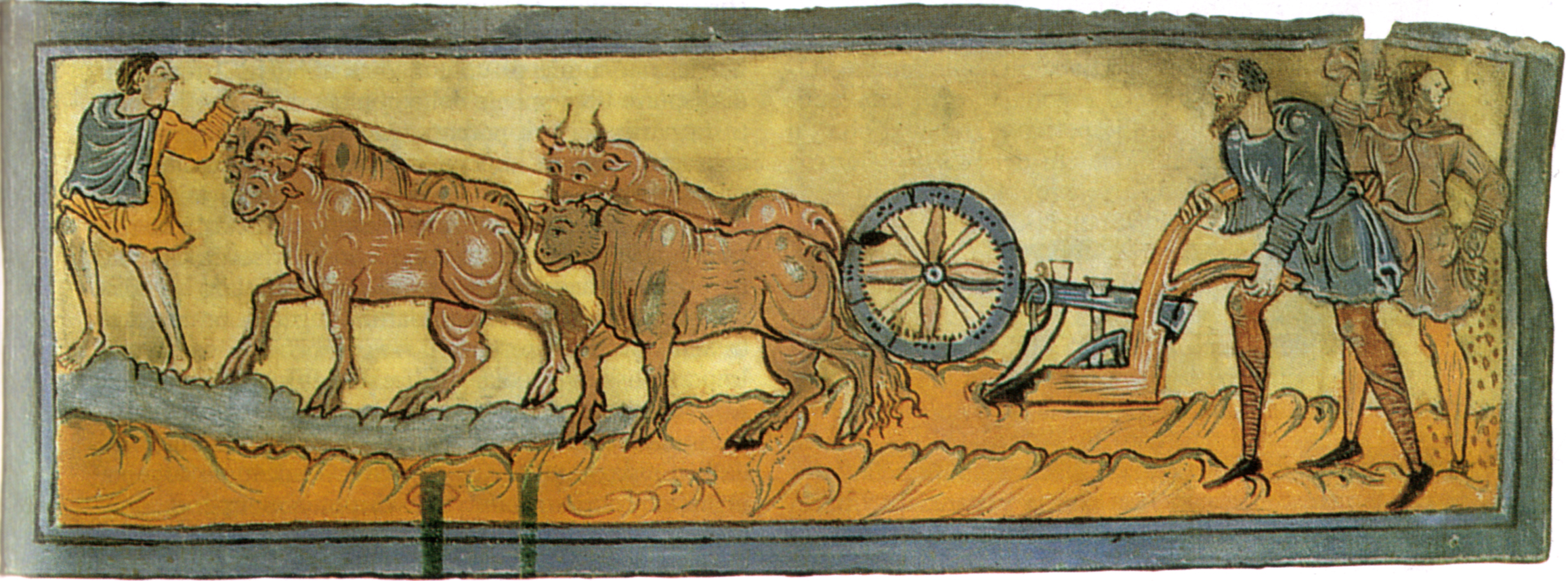
Calendario (l'aratura), 1000 circa, miniatura, Cotton ms. Tiberius B. V., f. 3r., Londra, British Library

Gli animali con il collo così libero, respiravano liberamente e ne veniva sfruttata tutta la forza esercitata dal collare o dal giogo che faceva pressione sulle spalle. Si è calcolato che la trazione in questo modo aumentasse di quattro, cinque volte. La ferratura degli zoccoli del cavallo permetteva poi di utilizzare questo animale finora escluso per l'aratura perché meno potente del bue, conferendogli un'andatura più spedita e sicura. Certo il cavallo era meno forte del bue, ma più veloce e soprattutto meno costoso, e inoltre, con gli anni, era stato migliorato per fini bellici. per cui il suo rendimento alla fine si rivelò superiore del cinquanta per cento rispetto ai buoi. Il cavallo era più resistente e poteva prolungare la giornata di lavoro di almeno un paio d'ore, quando ad esempio si doveva profittare in fretta delle condizioni climatiche favorevoli per l'aratura e la semina. Inoltre si cibava di avena, che veniva coltivata con la rotazione triennale e svolgeva anche la funzione di arricchimento del suolo. Per i contadini che avevano il loro campo lontano il cavallo era un comodo mezzo di trasporto che permetteva, inoltre, la formazione di popolose borgate rurali al posto dei piccoli e sperduti villaggi, permettendo uno stile di vita semiurbano con i vantaggi sociali conseguenti.
Un altro grande cambiamento in agricoltura fu l'adozione di una forma di avvicendamento triennale delle colture che consentiva uno sfruttamento più intensivo dei terreni. In assenza di concimi chimici i campi in passato, dopo il raccolto, venivano lasciati a riposo perché recuperassero le sostanze nutritive: era la parte della terra non coltivata, chiamata maggese, che riguardava all'incirca la metà del campo coltivabile. L'anno successivo si operava all'inverso, attuando quello che si definisce avvicendamento biennale. In seguito si introdusse invece la rotazione triennale: il terreno veniva diviso in tre parti all'incirca uguali e solo un terzo è lasciato a riposo: in questo modo la produzione saliva dalla metà all'incirca ai due terzi della produzione possibile con un aumento di un sesto della produzione su tutta la terra coltivabile e di un terzo rispetto al metodo biennale. Ma non si tratta solo di un miglioramento quantitativo: cambia anche la qualità delle colture. Una parte del terreno, infatti, viene seminata in autunno per i raccolti invernali (ad esempio frumento e segale) l'altra è seminata in primavera ad avena orzo o legumi per i raccolti estivi. Solo un terzo del campo viene lasciato a riposo e nell'anno seguente si alternano le colture. Da questo nuovo metodo deriva un triplice vantaggio: con i raccolti d'avena si nutrono le bestie e gli uomini; in caso di carestie in una stagione si può sperare nell'altro raccolto della stagione successiva, ma soprattutto si ottiene una variazione della dieta e l'introduzione in essa dei legumi, fondamentali per il loro apporto di proteine.
(Le Goff, Basso medioevo.)
Nel corso del X secolo si era poi rotto l'equilibrio tra le terre che il signore amministrava direttamente servendosi delle prestazioni d'opera gratuite dei servi (pars dominica) e quelle affittate ai coloni, di solito le più difficili da coltivare, (pars massaricia). Ora l'antica suddivisione della proprietà in pars massaricia e in pars dominica finisce per scomparire. Anche la pars dominica viene divisa in lotti poiché ormai i contadini riservano il più possibile del loro lavoro ai loro campi e diminuiscono sempre più i servi obbligati a lavorare per il signore. Finisce l'economia curtense e con essa il modo di pensare e di sentire «anche se gli usus non hanno perso il loro valore. All'antico torpido adagiarsi negli schemi della consuetudine orale subentra una smania di mettere per iscritto, di fissare canoni, di precisare posizioni reciproche. Non è soltanto riscossa di ceti bassi. È una nuova mentalità che si fa strada, tanto in alto che in basso.»

### La rivoluzione edilizia

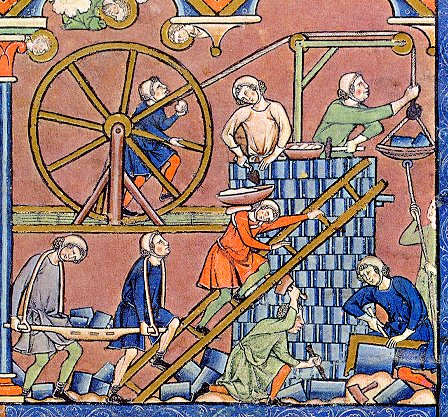
La nuova carrucola di sollevamento carichi

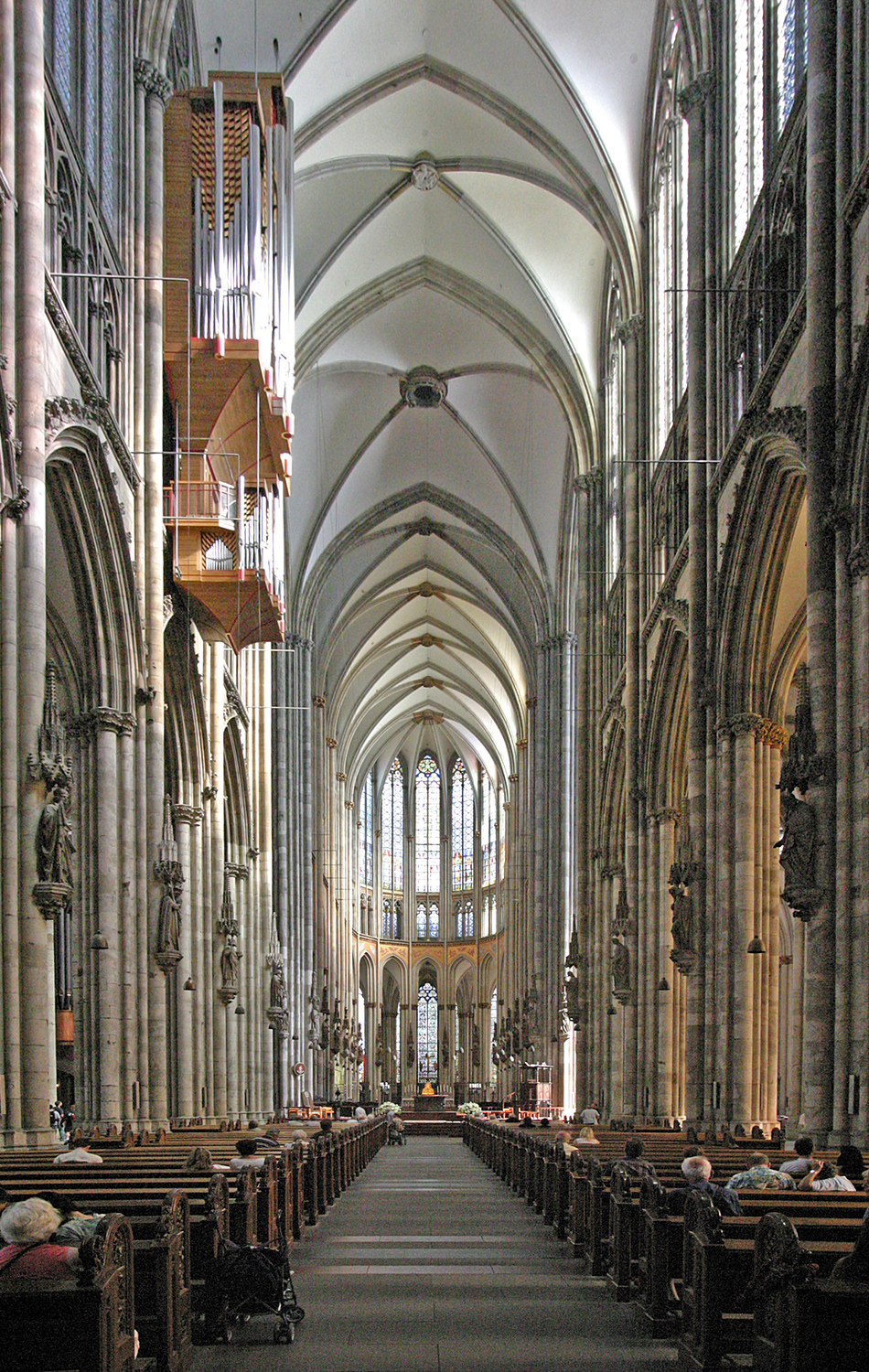
Le nuove tecniche di costruzione applicate alle grandi cattedrali

Un ulteriore sfruttamento della forza di traino degli animali si raggiunse con la diffusione del sistema dell'attacco in fila che abbinato, a partire dalla prima metà del XII secolo, con il carro a quattro ruote permetteva il trasporto di grandi carichi più stabili e più pesanti rispetto a quando si usava il carretto a due ruote. Si potevano ora trasportare grandi blocchi di pietra e legnami con cui costruire le grandi chiese che come diceva un cronista dell'epoca: «stanno ricoprendo di un bianco manto la superficie del mondo». Il carro e i buoi li troviamo spesso celebrati sulle pareti delle cattedrali perché si deve alla loro fatica l'erezione della grande costruzione. A tutto questo si deve aggiungere il perfezionamento delle macchine edilizie.
Le cattedrali: il posto per risanare le anime ma anche il luogo d'incontro degli abitanti per le loro assemblee, dove discutere al coperto dei problemi di utilità pubblica. Somme enormi che impegnano più generazioni successive di signori feudali vengono spese per la costruzione di questi edifici che si stagliano da lontano con la loro massa bianca emergente dalle piccole case che le attorniano. Esse diventano un luogo di attrazione e di meraviglia e contemporaneamente un luogo di commerci profani sempre più intensi e redditizi per il signore e i borghesi che hanno investito i loro denari nella costruzione della grande chiesa. È all'ombra delle cattedrali, di solito contornate da un grande spiazzo, che si tengono le fiere dove gli uomini si scambiano merci, notizie ed idee.
Il nuovo spiritualismo emanato dalla riforma cluniacense si esprime anche nel novo stile romanico delle cattedrali, enormi, forti e massicce come i castelli.
Esse sono infatti l'espressione del potere e della ricchezza della Chiesa, più che ad accogliere i fedeli sono fatte per far capire a tutti la gloria di Dio. E le masse in realtà rimangono stupefatte di fronte alla grandezza dell'edificio ma non capiscono il linguaggio dell'arte romanica utilizzata come strumento di propaganda. I fedeli nella loro ingenuità non potevano comprendere l'ermetico simbolismo rappresentato sulle pareti della cattedrale e la raffinatezza pittorica delle scene sacre rappresentate.
Le cose cambiano nella metà dell'XI secolo quando con la rinascita dell'economia e con la riforma spirituale di Cluny compare una maggiore libertà nello stile romanico, indizio di un mutamento che nel permanere di una rappresentazione sacra tende a divenire più popolare anticipando l'architettura gotica. La verticalità si accentua ed ora il fedele capisce il simbolo della tensione verso Dio e il senso di distacco dalle cose terrene.

### Le innovazioni nella manifattura

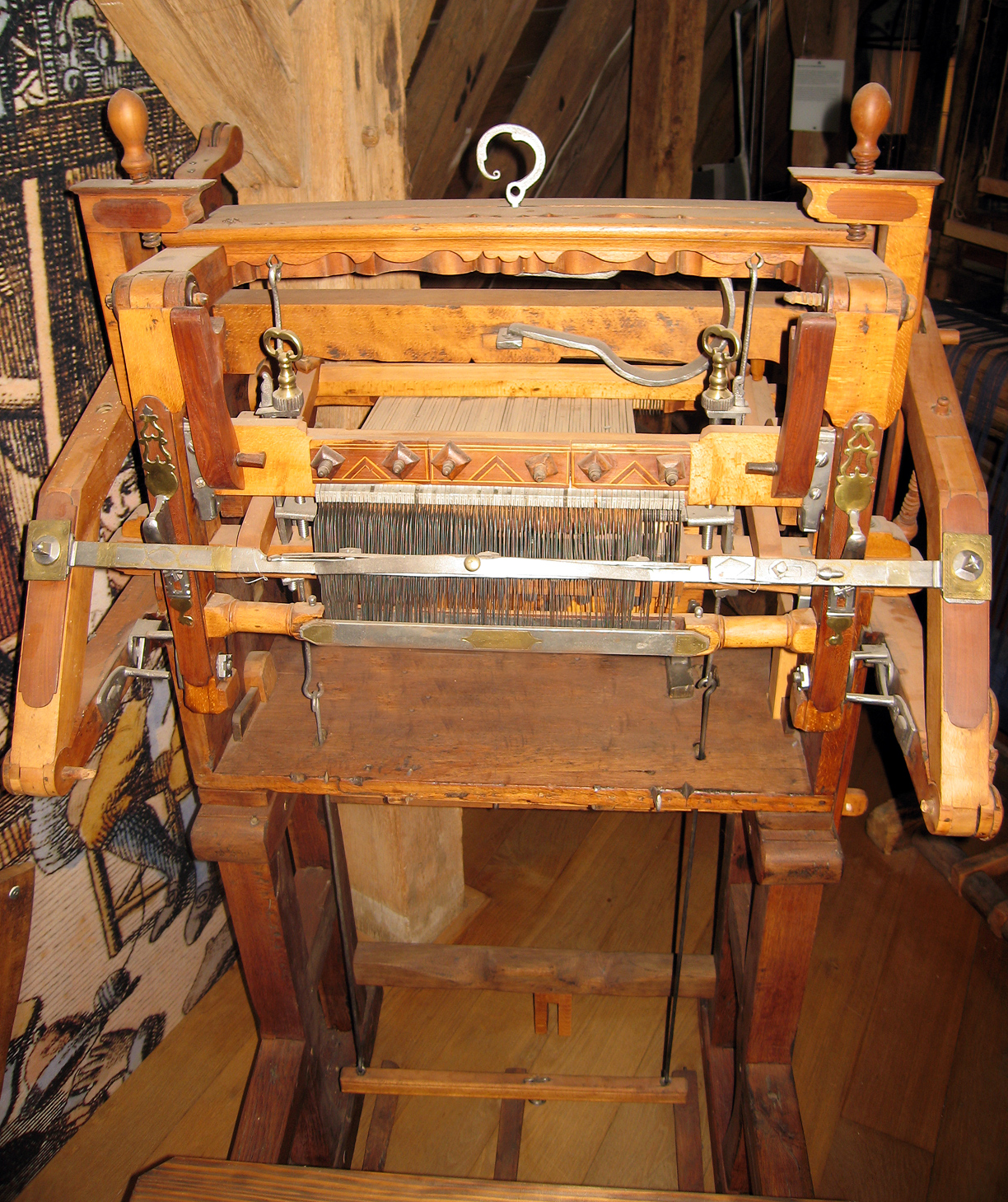
Telaio a pedale

Nell'XI secolo si comincia ad usare una nuova macchina, il telaio a pedale, così importante per lo sviluppo della unica industria medioevale che per la produzione diffusa di tessuti merita questa definizione. Non sappiamo nulla di chi adottò per primo questo semplice ritrovato di applicare un pedale al preesistente telaio a mano riducendo così la fatica dei tessitori e velocizzando la tessitura. I telai a pedale si diffondono dalle Fiandre all'Impero bizantino. I tessitori cominciano a contare qualcosa, sebbene molto poco ancora, ma diverranno a poco a poco i primi nuclei di quella rivoluzione industriale ancora di là da venire. Si verifica poi l'effetto cumulativo tipico delle innovazioni tecnologiche: l'accelerazione della tessitura si riflette sulla velocizzazione della filatura con l'applicazione della ruota a pedale; cominciano così ad essere considerate figure ancora più umili dei tessitori: le filatrici.
Nello stesso periodo si diffonde un'altra nuova macchina: il mulino ad acqua. Questo era già conosciuto nel periodo ellenistico ma non era stato sfruttato a fondo. Ora si verificano le condizioni per suo uso intensivo e conveniente. 
Il lavoro umano ha perso sempre più importanza e si scopre che la schiavitù non è più conveniente. Il costo dei servi e degli animali per far girare le macine è troppo alto e il mugnaio deve poter contare su un approvvigionamento di grano abbondante e continuo.
Ciò avviene nel momento in cui in Occidente gli schiavi diventano servi e gli uomini liberi o non liberi di un villaggio sono costretti a far macinare il loro grano nel mulino del signore. Nell'Inghilterra dell'XI secolo si contano circa cinquemila mulini, quasi uno ogni quattrocento abitanti.
Dopo la scoperta del fuoco l'acqua diventa un'altra grande fonte d'energia per la produzione di beni di massa.
Il mulino ad acqua, mano a mano che nasce l'esigenza di nuovi prodotti, viene esteso alle più diverse attività manifatturiere. Ce ne si serve nella follatura dei panni e nella triturazione dei colori delle tintorie e delle concerie, aziona il mantice delle fucine e le seghe nelle segherie. Non si pensò ad applicarlo anche alla tessitura e alla filatura ma forse il lavoro di questi umili artigiani era così poco pagato e la loro fatica così poco considerata che non valeva la pena di trasformare un telaio a pedale.

### La nuova estensione dei commerci
Sin dalla seconda metà del IX secolo compare una nuova classe quella dei negotiantes, i mercanti, che insieme a quella degli artigiani, si va ad aggiungere a quelle degli aristocratici feudali, del clero, dei liberi coloni e dei servi. Con l'aumento della popolazione rinascono a nuova vita le vecchie città romane, mai del tutto decadute e ne sorgono delle nuove. Sotto le loro mura e dentro si tengono mercati e tornano a circolare quelle monete che in passato erano tesaurizzate e nascoste.
«Si è visto che già negli ultimi tempi della monarchia longobarda son ricordati nell'editto di Astolfo (750-754 d.C.) i negotiantes come una classe sociale distinta, divisa in tre gradi, di cui il più alto è posto alla pari coi medi proprietari di terre. Resta il dubbio se con quel termine si vogliano indicare, secondo il precedente romano, gli uomini d'affari che si occupano di preferenza di affari di credito, o invece i mercanti di professione.».
Poiché nell'età di Astolfo le città erano per lo più spopolate sembra logico pensare che con il termine negotiantes ci si riferisse non agli operatori di credito quanto proprio ai mercanti girovaghi. È soprattutto però nell'XI secolo che si ritrovano concessioni per aprire mercati entro le città o sotto le loro mura. I mercanti trovano le merci da vendere nella produzione artigiana ma non solo.
«Le merci si distinguevano in "grosse" e "sottili" e in base a questa dizione si è ritenuto a lungo che gli articoli ricchi costituissero il nerbo del commercio internazionale in quanto poco ingombranti erano facilmente trasportabili a grandi distanze senza notevoli spese, e per il loro alto pregio, anche se trattati in piccole partite, davano alti guadagni (per esempio perle e pietre preziose, profumi, spezie per la cucina [...]) Invece per le vie di terra e quelle marittime circolavano in larga prevalenza carichi di merci povere o comunque pesanti...»
Generi alimentari come sale, grano, vino, richiesti da paesi che ne erano privi per carestie o guerre o materiali di cui si aveva urgente bisogno come legname. Nell'età del telaio a pedale naturalmente si trafficano lana, cotone e tessuti e quell'elemento indispensabile per sgrassare le fibre e fissare il colore dei panni: l'allume.

### La riforma del cristianesimo latino

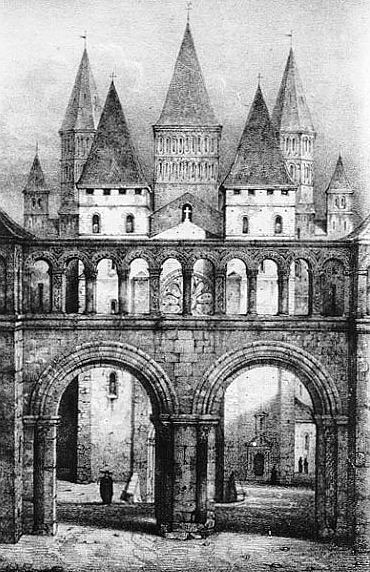
L'abazia di Cluny

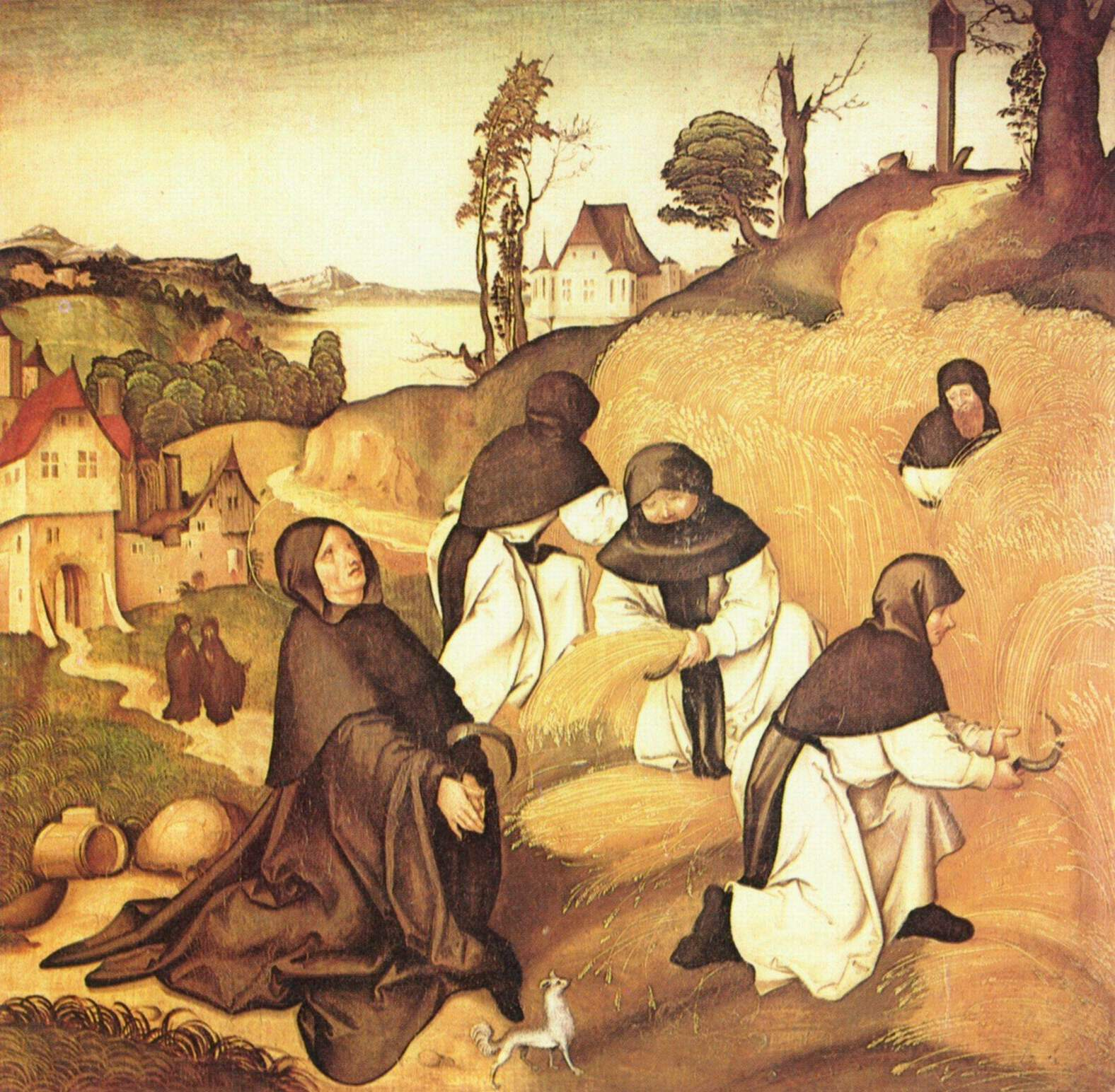
La regola benedettina dell'"Ora et Labora" (Prega e lavora)

I nobili feudali rimanevano nel loro animo profondamente superstiziosi e quando sopraggiungeva la paura della dannazione eterna cercavano di salvarsi la loro anima con le preghiere di monaci a loro disposizione. Così il duca d'Aquitania Guglielmo il Pio, dopo aver saccheggiato monasteri dovunque donò ad alcuni monaci benedettini nel 910 un suo padiglione di caccia a Cluny in Borgogna. Il monastero che ne ebbe origine avrebbe dovuto esser soggetto solo all'autorità del Papa che però era lontano, e con il suo potere in crisi per la lotta per le investiture con l'imperatore.
«In un mondo sconvolto da disordine veniva di nuovo creata una zona benedettina che godeva di pena libertà spirituale, questa volta zelantemente protetta sia contro i nobili in perenne conflitto sia contro i non meno avidi vescovi della vicinanze.»
Il monastero era un'isola di pace non solo per i suoi signori benefattori ma per chiunque chiedesse ospitalità e ricovero. Una sorta poi di turismo religioso affluiva nei chiostri dove si veneravano preziose reliquie dei santi. I monasteri si accrebbero dunque di dimensioni e di numero. Dopo un secolo più di mille erano i nuovi conventi nati e tutti erano soggetti all'abate di Cluny come se ci fosse stato un unico convento diretto dall'abate, vero capo di una sorta di Stato cluniacense nato dalla libertà spirituale e dal potere politico di monaci che spesso erano i consiglieri dei principi. Da Cluny nacquero numerosi altri monasteri specie in Francia e in Italia dove si accentuò quello spirito iniziale di libertà spirituale sino a divenire una sorta di anarchia con uno stile di vita quasi selvaggio e condotto in solitudine. Non si credeva più che la vita comunitaria potesse veramente avvicinare a Dio, soggetta com'era ai potenti. Nacque così l'anacoretismo quasi di stile orientale, in Occidente dove gli eremiti si consideravano sciolti da ogni vincolo di obbedienza sia nei confronti del monastero che di qualsiasi istituzione feudale rigettando ogni forma di vita spirituale organizzata.
Il desiderio di una vita spirituale assolutamente libera si trasferì dai monaci ai laici dando inizio alla diffusione delle eresie di coloro che non fidandosi delle preghiere di monaci compromessi con il potere temporale cercavano la salvezza delle loro anime da soli. Con il tipico modo d'essere medioevale incapace di una moderazione dei sentimenti e delle passioni, con l'abbandono agli estremi di un comportamento eccessivo e smodato, anche il desiderio di redenzione assunse queste caratteristiche. Nel 1028 l'arcivescovo di Milano fa arrestare trenta nobildonne di Monforte in Piemonte che conducevano vita ascetica sotto la guida della contessa di Monforte. «La verginità era il loro ideale, non si cibavano di carne, dividevano tra loro ogni possesso, pregavano e osservavano il digiuno giorno e notte. Mortificavano la carne in espiazione dei peccati e quando si avvicinava la morte naturale, più d'una si faceva uccidere dalle compagne per essere liberata dall'odiato corpo... Dopo l'arresto diedero prova di estrema fermezza: poste tra una grossa croce di legno e un rogo, preferirono per la maggior parte gettarsi in mezzo alle fiamme, le mani premute sugli occhi.»
Comportamenti così radicali non potevano trovare molto seguito ed in effetti già dal 1051 se ne perse traccia ma non perché erano finite le eresie ma perché finalmente con la riforma gregoriana della Chiesa anche i laici, prima semplici spettatori, venivano inseriti nella riforma iniziata dai monasteri.

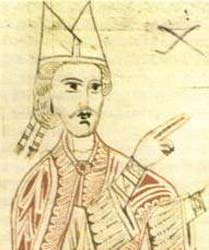
Ildebrando da Soana, papa Gregorio VII

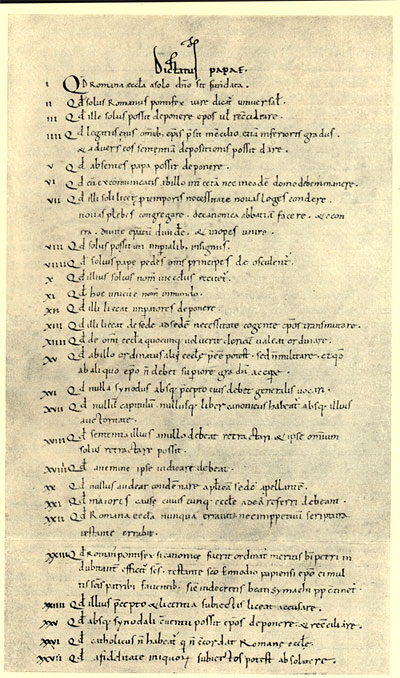
Dictatus Papae, Archivio Vaticano

L'impero era andato sempre più perdendo di potere di fronte all'attacco dei grandi vassalli ma ora gli imperatori di Sassonia decidono che è giunto il momento di rendere effettiva la propria autorità e prendono a conferire insieme feudi e nomine ecclesiastiche creando così la nuova figura feudale del vescovo-conte. Si assicurano in questo modo la fedeltà dei nuovi vassalli ed insieme il ritorno nelle proprie mani delle terre concesse in possesso feudale. La casata di Sassonia e di Franconia presero a nominare vescovi senza badare alla loro dignità religiosa purché fosse sicura la loro fedeltà e la loro disponibilità a lasciare il pastorale per la spada. In fondo gli imperatori tedeschi imitavano quei feudatari che da tempo in Germania, con l'istituzione delle "chiese private", avevano preso a conferire in donazione o in beneficio le terre destinate alla costruzione di conventi, chiese od abbazie e a nominare loro stessi, fossero religiosi o laici, gli abati o gli arcivescovi che dovevano loro garantire in preghiere per la salvezza delle loro anime il buon esito della donazione o della concessione del feudo.
Si diffusero così tra il clero la simonia e il concubinato, i mali dell'"età ferrea" della Chiesa. La protesta dei fedeli per il clero indegno fu così accolta dai riformatori di Cluny, assecondati dai papi tedeschi, con il sostegno degli stessi imperatori che non si rendevano conto che una Chiesa così riformata avrebbe rivendicato non solo la sua assoluta autonomia nei confronti dell'impero ma anzi il primato sull'Impero stesso. Come infatti avvenne con il grande sinodo o concilio di vescovi, il Sinodo del Laterano del 1059, ispirato dal monaco cluniacense Ildebrando di Soana, consigliere di papa Niccolò II. Il sinodo vietò a chiunque di ricevere cariche ecclesiastiche dalle mani di laici, fossero pure quelle dell'imperatore e condannò nuovamente ogni forma di simonia e concubinato. Stabilì inoltre nuove regole per l'elezione del papa affidandola ad un collegio di vescovi delle principali diocesi, chiamati cardinali, poiché essi erano i cardini della Chiesa, ribadendo l'illegittimità delle nomine imperiali dei papi. Si aprirà così il lungo conflitto tra l'Impero e la Chiesa, una guerra che vedrà persino un attentato ordito da un partigiano imperiale alla stessa vita del promotore di quel rinnovamento spirituale e politico della Chiesa: Ildebrando da Soana divenuto papa Gregorio VII. Il pontefice con il "Dictatus papae" (1075) atto di supremazia sul potere imperiale, apriva quella "lotta per le investiture" che vide alla fine soccombere il prestigio di quelle istituzioni universali, il papato e l'Impero, che erano stati i punti di riferimento politici e religiosi per gli uomini del Medioevo.